# Thụy hương
Thụy hương, bồng lai tử, phong lưu thụ (danh pháp hai phần: Daphne odora) là một loài cây thuộc chi Thụy hương. Đây là loài cây bụi thường xanh. Nó hiếm khi ra quả, nhưng khi ra quả thì nó có quả màu đỏ sau khi nở hoa.
Thụy hương là cây bản địa Trung Quốc và Việt Nam và mọc tốt nhất trên đất màu mỡ, đất hơi chua một chút, chứa nhiều nước. Loài cây này không sống lâu, chỉ từ 8-10 năm. Thụy hương khó ra rễ nên khó chiết cành, nó cũng dễ bị nhiễm virus.

## Danh pháp đồng nghĩa
- Daphne chinensis Spreng.
- Daphne hybrida Lindl.
- Daphne indica Loisel.
- Daphne japonica Thunb.
- Daphne kiusiana var. odora (Thunb.) Makino
- Daphne mazelii Carrière
- Daphne odora f. alba (Hemsl.) H. Hara
- Daphne odora var. alba Hemsl.
- Daphne odora var. leucantha Makino
- Daphne odora f. leucantha (Makino) Yong J.Li
- Daphne odora f. marginata Makino
- Daphne odora var. marginata Miq.
- Daphne odora var. mazelii (Carrière) Hemsl.
- Daphne odora var. punctata Hemsl.
- Daphne odora var. rosacea Makino
- Daphne odora f. rosacea (Makino) H. Hara
- Daphne odora var. rubra Hemsl.
- Daphne odora var. variegata Bean
- Daphne sinensis Lam.
- Daphne sinensis var. hybrida (Lindl.) Meisn.
- Daphne speciosissima Carrière
- Daphne triflora Lour.

## Hình ảnh

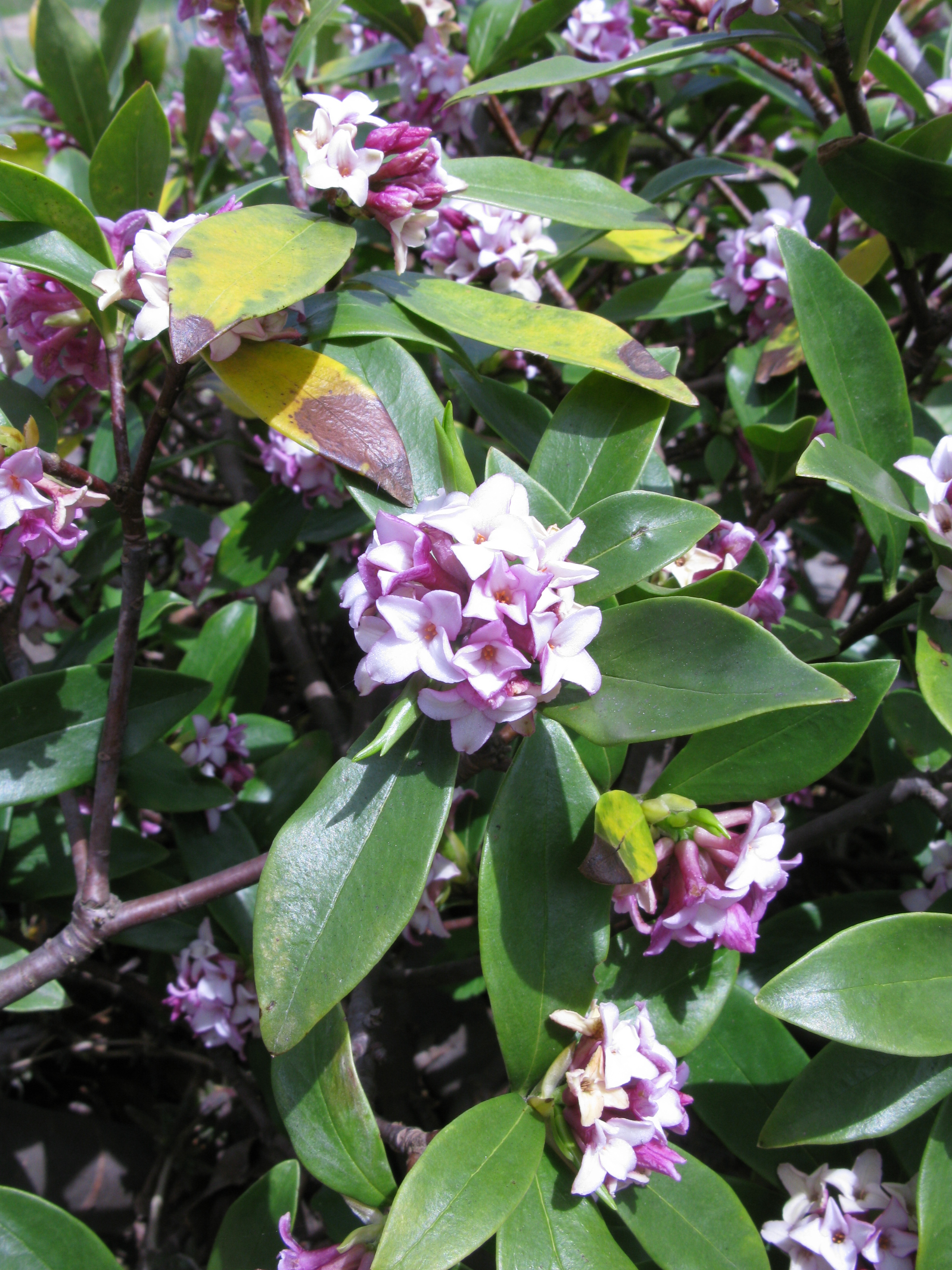
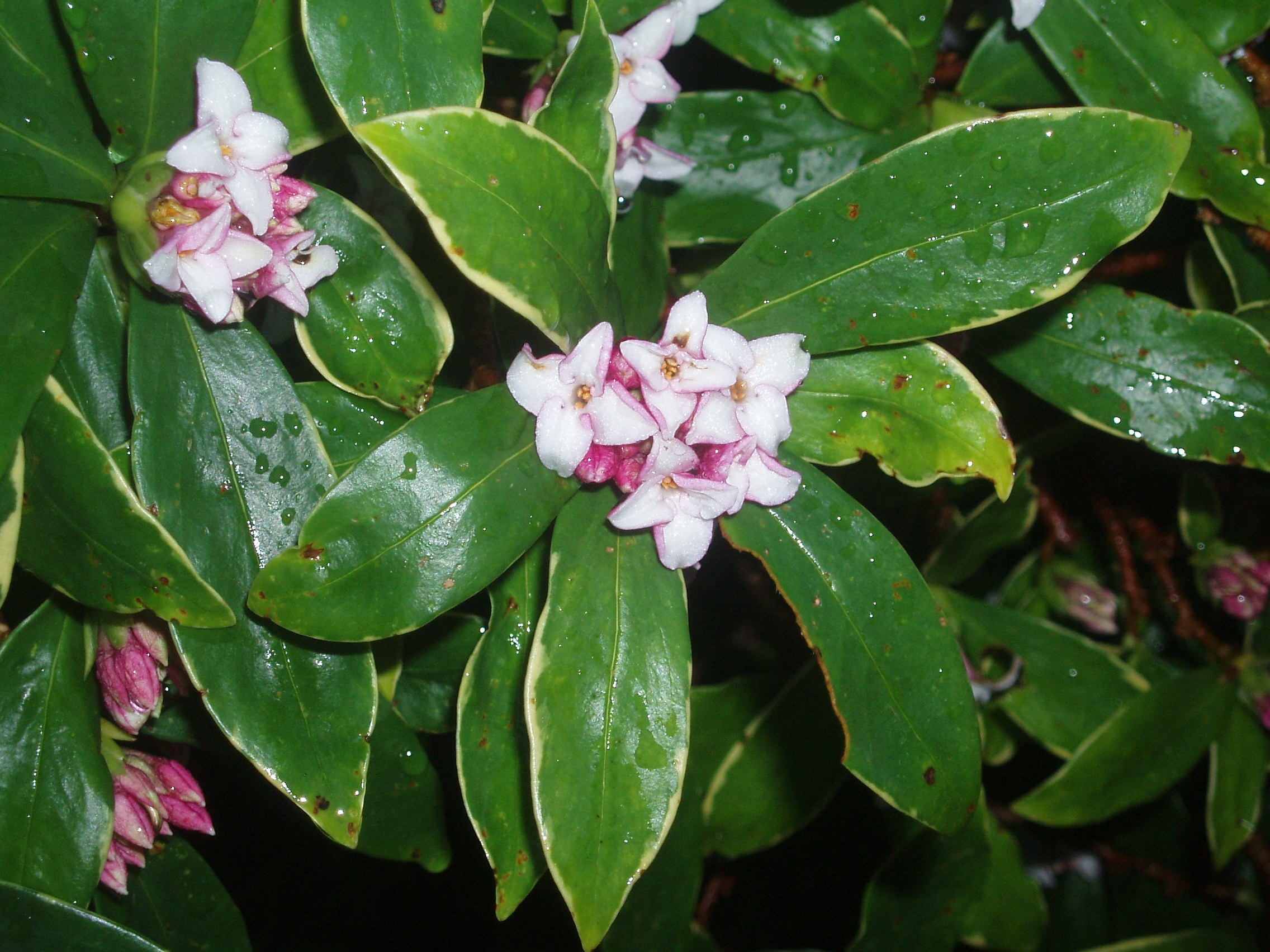
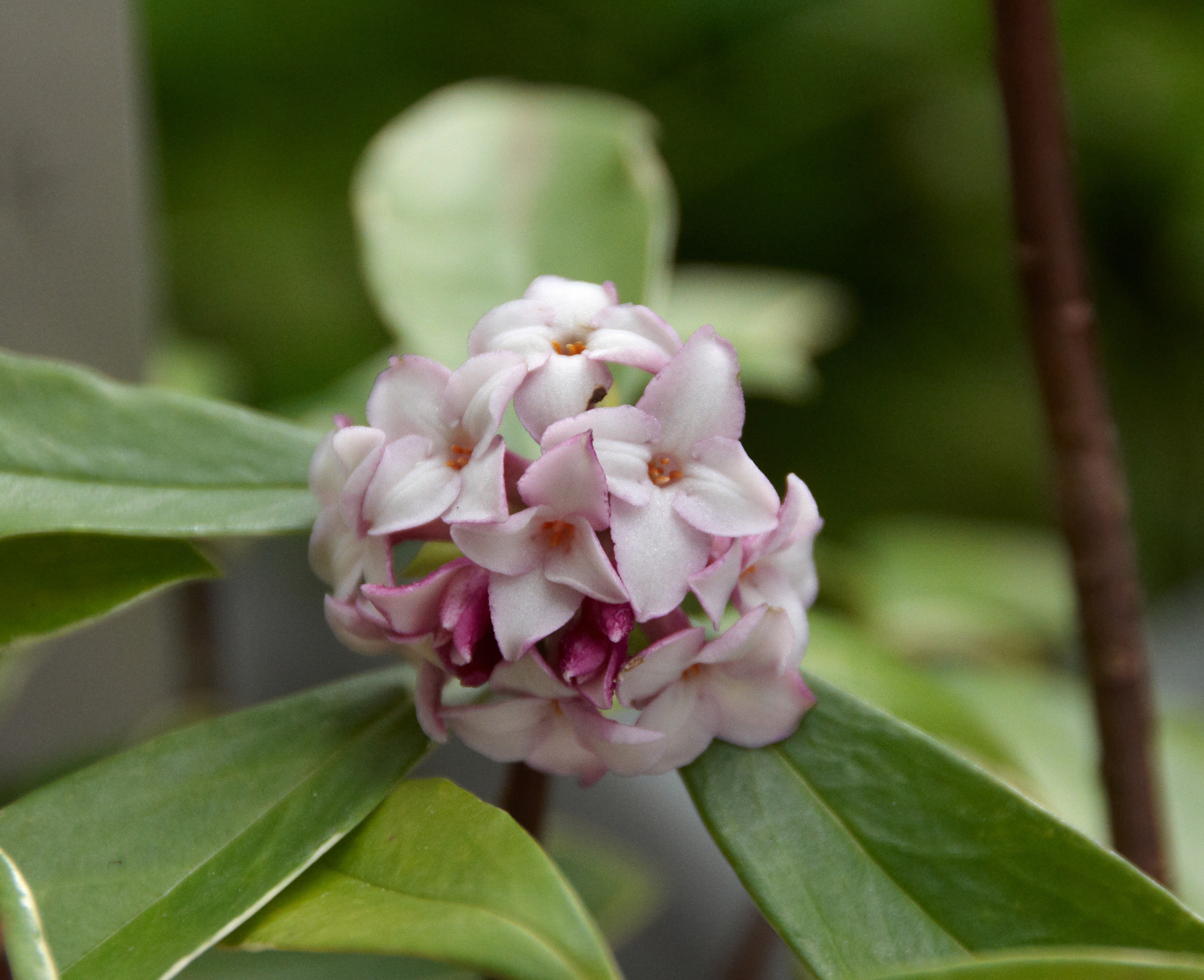